# Joop Hiele
Johannes ("Joop") Frederik Hiele (* 25. prosince 1958, Rotterdam) je bývalý nizozemský fotbalový brankář a reprezentant.
S nizozemskou reprezentací vyhrál Mistrovství Evropy 1988, jako náhradník Hanse van Breukelena však do bojů na turnaji nezasáhl.
Zúčastnil se i světového šampionátu v Itálii roku 1990, i zde ovšem jen seděl na lavičce. V národním týmu odehrál celkem 7 utkání, z toho byly čtyři kvalifikační.
S Feyenoordem Rotterdam se stal mistrem Nizozemska v sezóně 1983/84, ve stejném ročníku s ním vybojoval i nizozemský pohár, ten získal i v ročníku 1979/80. Krom Feyenoordu hrál v nizozemské nejvyšší soutěži za SVV Schiedam, SVV Dordrecht a Go Ahead Eagles Deventer.